# Јохан Август Арфведсон
Јохан Август Арфведсон (12. јануар 1792 – 28 октобар 1841) је био  шведски хемичар који је открио хемијски елемент литијум 1817. године тако што га је изоловао из соли.

## Живот и рад
Арфведсон је припадао богатој буржоаској породици. Он је био син велетрговца и власника фабрике Џејкоба Арфведсона и његове супруге Ане Елизабет Холтерман. Млади Арфведсон је матурирао након студија на Универзитету у Упсали 1803. године (у то време је матура у раној младости била уобичајена за аристократске и богате студенте), завршио је право 1809. и други степен минералогије 1812. године. Последње године добио је неплаћено место у Краљевском одбору рудника, где је напредовао до места нотара (још увек без плате) 1814.
У Стокхолму, Арфведсон је познавао хемичара Јонса Јакоба Берцелиуса и добио је приступ његовој приватној лабораторији, где је открио елемент литијум 1817, током анализе минерала петалита. Стварну изолацију металног литијума су урадили други.
Године 1818. и 1819, Арфведсон је провео на европском путовању, делом у друштву Берцелијуса. По повратку кући, Арфведсон је изградио сопствену лабораторију на свом имању. Већи део свог преосталог живота провео је управљајући поседом и увећавајући своје наслеђено богатство.
Он је изабран за члана Краљевске шведске академије наука 1821. године.
По њему је назван редак минерал арфведсонит.